# Пипин Гърбавия
Пипин Гърбавия (Pippin der Bucklige; * 770; † 811 в манастир Прюм на Айфел) e първият син на Карл Велики.
Първият си брак Карл Велики сключва с Химилтруда. Детето от тази връзка той нарича на баща си Пипин Млади. Пипин получава името Гърбавия, заради физическия си недостатък.
В началото той бил наследник на трона, но след женитбата на Карл с третата му съпруга Хилдегард и кръщението на Карлман с името Пипин (15 април 781 в Рим), той загубил това право.
През 792 г. Пипин прави опит заедно с франкски благородници да получи обратно трона, но планът е издаден от каплан Фардулф. Заговорниците са убити, а Пипин e заточен в манастира Прюм на Айфел, където умира през 811 г.